# Glamour (1931)
Glamour é um filme britânico de 1931, do gênero drama, dirigido por Seymour Hicks e Harry Hughes; e estrelado por Seymour Hicks, Ellaline Terriss e Margot Grahame. Uma mulher jovem e implacável se apaixona por um ator em ascensão.
Foi refilmado em 1934 como Glamour.

## Elenco
- Seymour Hicks ... Henry Garthome
- Ellaline Terriss ... Lady Belton
- Margot Grahame ... Lady Betty Enfield
- Basil Gill ... Lord Westborough
- A. Bromley Davenport ... Lord Belton
- Beverley Nichols ... Hon. Richard Wells
- Betty Hicks ... Lady Armadale
- Clifford Heatherley ... Edward Crumbles
- Naomi Jacobs ... Rosalind Crumbles
- David Hawthorne ... Charlie Drummond
- Philip Hewland ... Millett
- Arthur Stratton ... Fireman
- Charles Paton ... Clockwinder
- Margery Binner ... Reede
- Eric Marshall ... Cantor